# Pflegschaft
Die Pflegschaft ist ein Rechtsinstrument des deutschen Zivilrechts, geschaffen, um bei konkretem Bedarf einer oder mehrerer natürlicher Personen einen gesetzlichen Vertreter zu bestellen, der für den oder die Betroffenen handeln kann, wenn diese selbst nicht in der Lage sind, ihre Interessen wahrzunehmen, beziehungsweise ein bereits vorhandener gesetzlicher Vertreter (z. B. wegen eines Insichgeschäftes) von der Vertretung ausgeschlossen ist.
Den Pflegschaftsarten ist der Fürsorgecharakter gemein. Es soll Sorge dafür getragen werden, dass die Rechte des Betroffenen durch einen Pfleger wahrgenommen werden. Ein gerichtlich bestellter Pfleger ist in dem Bereich, für den er bestellt wurde – seinem Aufgabenkreis – der gesetzliche Vertreter des Betroffenen.
In Deutschland ist die Pflegschaft über Minderjährige in den §§ 1809 ff. und für andere Fälle in den §§ 1882 ff. des Bürgerlichen Gesetzbuches (BGB) und im Gesetz über das Verfahren in Familiensachen und in den Angelegenheiten der freiwilligen Gerichtsbarkeit (FamFG) geregelt.

## Geschichte
Die Pflegschaft (lat. cura) hat ihren Ursprung im römischen Recht. Sie galt für gewaltfreie Personen und war vorgesehen für Geisteskranke (furiosi), für Verschwender (prodigi) und viel später für mündige Minderjährige (minores). Regelungen für Geisteskranke und entmündigte Verschwender fanden sich bereits in den frührepublikanischen XII Tafeln. Sie standen in der Gewalt ihrer Agnaten und Gentilen (cura legitima). Die Regelungen waren ähnlich zu denen der Vormundschaft (tutela) ausgestaltet. In Ermangelung eines curator legitimus bestellte der Stadtprätor den Pfleger (curator honorarius). Die Pflegschaft für Minderjährige wurde stets vom Magistraten bestimmt.
Der Pfleger sollte die Nachteile ausgleichen, die sich im Interessenskreis des Pfleglings ergaben. Rechtsgeschäfte von unter Pflegschaft stehenden Personen bedurften zur Wirksamkeit der Genehmigung des Pfleger, denn bis dahin waren sie schwebend unwirksam.

## Begriffsabgrenzung
Im Gegensatz zur Betreuung, welche einem volljährigen Betroffenen einen Betreuer und vom Sinn und Zweck her unbefristet in ganzen Lebensbereichen (Vermögenssorge, Behördenangelegenheiten, Gesundheitsfürsorge usw.) zur Seite stellt, gilt eine Pflegschaft für einen klar umrissenen Sachverhalt oder Zeitraum (beispielsweise eine Vermögens- oder Gesundheitssorge bis zur Volljährigkeit), für den eine Pflegerbestellung notwendig wird (evtl. sogar nur für die Abgabe einer einzigen Willenserklärung, wie z. B. bei einem bestimmten Vertragsschluss, oder die Vertretung in einem bestimmten gerichtlichen Verfahren).

## Arten
Der Oberbegriff Pflegschaft umfasst die im Gesetz jeweils einzeln geregelten Fälle der
- Ergänzungspflegschaft für einen Minderjährigen, dessen Eltern in einem Teilbereich an der Ausübung der elterlichen Sorge verhindert sind (§ 1809 BGB), hierzu gehört auch die Umgangspflegschaft
- Pflegschaft für ein bereits gezeugtes, aber noch ungeborenes Kind (Nasciturus) (§ 1810 BGB)
- Pflegschaft für unbekannte Beteiligte (§ 1882 BGB)
- Pflegschaft für gesammeltes Vermögen (§ 1883 BGB)
- Abwesenheitspflegschaft für Volljährige mit unbekanntem Aufenthalt (§ 1884 BGB)
- Verfahrenspflegschaft in Verfahren der freiwilligen Gerichtsbarkeit (§ 276 FamFG (Betreuungsverfahren), § 317 FamFG (Unterbringungsverfahren), § 419 FamFG (Freiheitsentziehungssachen))
- Prozesspflegschaft in Verfahren der streitigen Gerichtsbarkeit (§ 57 ZPO)
- Nachlasspflegschaft für unbekannte Erben (§ 1960, § 1961 BGB)
- Gebrechlichkeitspflegschaft (seinerzeit § 1910 BGB; wurde zum 1. Januar 1992 aufgehoben und durch die rechtliche Betreuung ersetzt)

Als Amtspflegschaft wird eine der obigen Pflegschaften für Minderjährige (und ungeborene Kinder) bezeichnet, wenn das Jugendamt zum Pfleger bestellt wurde (§ 1774 in Verbindung mit § 1779 BGB, §§ 55 ff. SGB VIII). Eine Vereinspflegschaft ist in der gleichen Art eine Pflegschaft, die von einem zur Führung von Vormundschaften und Pflegschaften anerkannten Verein (§ 54 SGB VIII) gemäß § 1774 BGB geführt wird. Das Jugendamt bzw. der Verein haben die tatsächliche Wahrnehmung der Pflegschaftsaufgaben auf einen oder mehrere Mitarbeiter zu übertragen.
Für die Pflegschaft über Minderjährige gelten die Vorschriften über die Vormundschaft entsprechend (§ 1813 BGB), so dass das Familiengericht für die Anordnung und Führung der Pflegschaften zuständig ist. In den anderen Fällen gelten die Vorschriften über die Betreuung entsprechend (§ 1888 BGB), sodass das Betreuungsgericht zuständig ist. Für eine Nachlasspflegschaft ist das Nachlassgericht zuständig (§ 1962 BGB).

## Entschädigungsansprüche von Pflegern
Pflegschaften werden grundsätzlich ehrenamtlich, also unentgeltlich geführt. In diesem Falle steht dem Pfleger nur ein Aufwendungsersatz (§ 1835 BGB), ggf. in pauschalierter Form zu (§ 1835a BGB, § 22 JVEG). Dies gilt auch für Verfahrenspflegschaften (§ 277 FamFG).
Sofern die berufliche Führung der Pflegschaft in dem Bestellungsbeschluss festgestellt wird, hat der Pfleger auch einen Vergütungsanspruch nach den §§ 1 bis 3 des Vormünder- und Betreuervergütungsgesetzes (VBVG).